# Giorgio Corner (1374–1439)
Pour les articles homonymes, voir Giorgio Cornaro (homonymie).
Giorgio Corner ( ... – Venise, 4 décembre 1439) est un condottiere italien du XVe siècle.

## Biographie
Prisonnier de Philippe Marie Visconti à Monza au moment de la condamnation à mort du Carmagnola (1432), Giorgio Corner est torturé pendant sept ans afin d'obtenir des informations sur ce que les Vénitiens savent des relations entre les Visconti et le Carmagnola et les noms des accusateurs de ce dernier.
Il ne donne aucune information pertinente. Le 1er octobre 1439, il est rendu à Venise et meurt peu après, le 4 décembre. Ses funérailles sont célébrées dans l'Église Santi Apostoli, en présence du Doge.
- Il est le grand-père de Catherine Corner, reine de Chypre, et de Giorgio Corner (1452–1527).

## Sources
- (it) Cet article est partiellement ou en totalité issu de l’article de Wikipédia en italien intitulé « Giorgio Corner » (voir la liste des auteurs).